# ثروت جيتن

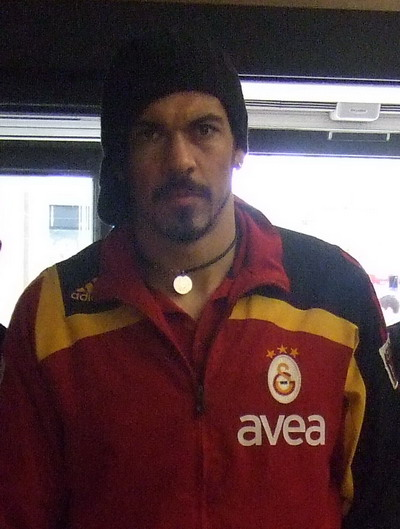
ثروت جيتن

ثروت جيتن (بالتركية: Servet Çetin)‏ ، من مواليد 17 مارس 1981 في توزلوكا في تركيا، لاعب كرة قدم تركي.
يلعب مع نادي غلطة سراي منذ عام 2007.
بدأ باللعب مع منتخب تركيا لكرة القدم في عام 2003.

## مسيرته الكروية
لعب ثروت جيتن خلال مسيرته الاحترافية مع 8 أندية في عشرون موسمًا وسجل خلالها 24 هدفًا ضمن 390 مباراة. ولم يفز بأي موسم بالكأس وفاز في أربعة مواسم بالدوري.
خاض ثروت جيتن مسيرته مع Kartal S.K. ‏ في موسم 1997–98 ليلعب معه أربعة مواسم، مشاركًا في 51 مباراة ولم يسجل أي هدف. ثم انتقل إلى نادي جوزتيبي في موسم 2001–02 لمدة موسم واحد، حيث شارك في 31 مباراة سجل خلالها هدفًا واحدًا. لينتقل بعدها إلى نادي دنيزلي سبور في موسم 2002–03 ولمدة موسمين، مشاركًا في 35 مباراة سجل خلالها هدفين. ثم انتقل إلى نادي فنربخشة في موسم 2003–04 واستمر معه طيلة ثلاثة مواسم، مشاركًا في 42 مباراة سجل خلالها 3 أهداف. هذا وانتقل لاحقًا إلى نادي سيفاسبور في موسم 2006–07 لمدة موسم واحد، مشاركًا في 28 مباراة سجل خلالها هدفين. ثم انتقل بعدها إلى نادي غلطة سراي في موسم 2007–08 ليلعب معه خمسة مواسم، مشاركًا في 117 مباراة سجل خلالها 10 أهداف. ليعود وينتقل من جديد، لكن هذه المرة إلى نادي إسكيشهرسبور في موسم 2012–13 ولمدة موسمين، مشاركًا في 39 مباراة سجل خلالها هدفين. لينتقل بعدها إلى نادي مرسين إيدمانيوردو في موسم 2014–15 ولمدة موسمين، مشاركًا في 47 مباراة سجل خلالها 4 أهداف.

## روابط خارجية
- ثروت جيتن على موقع IMDb (الإنجليزية)

- ثروت جيتن على موقع الاتحاد الدولي (مؤرشف)  (الإنجليزية)
- ثروت جيتن على موقع الاتحاد الأوربي (الإنجليزية)
- ثروت جيتن على موقع اتحاد تركيا (لاعب) (الإنجليزية)
- ثروت جيتن على موقع اتحاد تركيا (مدرب) (الإنجليزية)
- ثروت جيتن على موقع قاعدة بيانات كرة القدم.إي يو (الإنجليزية)
- ثروت جيتن على موقع ناشيونال فوتبول تيمز (الإنجليزية)
- ثروت جيتن على موقع Soccerbase.com (لاعب) (الإنجليزية)
- ثروت جيتن على موقع عالم كرة القدم.نت (الإنجليزية)